# Innuendo (Amberian Dawn)
Innuendo è il settimo album in studio del gruppo musicale finlandese Amberian Dawn, pubblicato nel 2015 dalla Napalm Records.

## Tracce
1. Fame & Gloria – 4:25
2. Ladyhawk – 4:35
3. Innuendo – 3:38
4. The Court of Mirror Hall – 4:12
5. Angelique – 5:08
6. Rise of the Evil – 3:45
7. Chamber of Dreadful Dreams – 3:45
8. Knock Knock Who's There – 3:56
9. Symphony Nr 1 (Part 1: The Witchcraft) – 5:56
10. Your Time - My Time – 4:24
11. Fame & Gloria (Strumentale) – 4:24
12. Sunrise – 3:29 – nuova registrazione

## Formazione
- Päivi "Capri" Virkkunen – voce
- Tuomas Seppälä – tastiera, chitarra
- Joonas Pykälä-Aho – batteria
- Emil "Emppu" Pohjalainen – chitarra
- Jukka Hoffren – basso